# Australian Open
Australian Open (wym. [ɔ:sˈtɹeɪ̯liən ˈəʊ̯pən]; do 1926 Australasian Championships, do 1968 Australian Championships), Wielki Szlem Azji i Pacyfiku – międzynarodowe tenisowe mistrzostwa Australii, pierwszy z czterech turniejów zaliczanych do Wielkiego Szlema, rozgrywane od 1905 roku. Odbywają się corocznie w drugiej połowie stycznia na kortach Melbourne Park w Melbourne.
Od pierwszej edycji aż do 1987 roku turniej odbywał się na kortach trawiastych, w 1988 dokonano zmiany nawierzchni na korty twarde. Mats Wilander to jedyny tenisista, który zwyciężył w turniejach na obu nawierzchniach.
Podobnie jak podczas pozostałych turniejów Wielkiego Szlema, rozgrywane są turnieje singlowe i deblowe kobiet i mężczyzn, turniej miksta, turnieje zawodników na wózkach oraz zawody juniorskie i turnieje z udziałem dawnych czempionów.
Trzy główne korty podczas Australian Open to Rod Laver Arena, John Cain Arena i Margaret Court Arena. Posiadają one rozsuwane dachy, które zamykane są w wypadku wystąpienia opadów deszczu lub ekstremalnych upałów.
Rozgrywane w środku australijskiego lata, Australian Open znane jest z niezwykle gorących i dusznych dni. Gdy temperatura oraz wilgotność osiągają niebezpieczne dla graczy poziomy, wprowadza się w życie specjalnie przygotowaną na takie warunki politykę, która umożliwia sędziom tymczasowe przerwanie pojedynków i wznowienie ich, gdy warunki się poprawią.
Tenisowe Mistrzostwa Australii w 2009 roku osiągnęły największą jednodniową frekwencję w historii Wielkiego Szlema przyciągając 66 018 widzów. Turniej przyniósł australijskiej gospodarce zysk w wysokości 38 milionów dolarów australijskich.
W 2008 roku nawierzchnię Rebound Ace, na której rozgrywano mecze od 1988, zastąpiono nową, akrylową o nazwie Plexicushion Prestige. Według standardów ITF, nowa nawierzchnia należała do kategorii o średniej szybkości. Zmianie tej towarzyszyły równoczesne zmiany nawierzchni turniejów poprzedzających Australian Open. W 2020 roku nawierzchnia ta została zastąpiona przez GreenSet.
W 2023 roku w grze pojedynczej mężczyzn Novak Đoković zdobył trofeum, pokonując w finale 6:3, 7:6(4), 7:6(5) Stefanosa Tsitsipasa. W grze pojedynczej kobiet Aryna Sabalenka triumfowała nad Jeleną Rybakiną, uzyskując w meczu finałowym wynik 4:6, 6:3, 6:4. W deblu mężczyzn tytuł zdobyli Rinky Hijikata i Jason Kubler, którzy triumfowali w finale 6:4, 7:6(4) nad parą Hugo Nys–Jan Zieliński. W grze podwójnej kobiet zwyciężyły Barbora Krejčíková i Kateřina Siniaková, które w finale pokonały Shūko Aoyamę i Enę Shibaharę 6:4, 6:3. W grze mieszanej Luisa Stefani oraz Rafael Matos pokonali w meczu o mistrzostwo Sanię Mirzę wraz z Rohanem Bopanną 7:6(2), 6:2.

## Historia
Australian Open jest organizowane przez Tennis Australia, dawniej Australijski Związek Tenisa na Trawie (LTAA). Pierwsza edycja została rozegrana w 1905 w Warehouseman’s Cricket Ground przy St Kilda Road w Melbourne w 1905 roku. Obecnie to miejsce znane jest pod nazwą Albert Reserve Tennis Centre.
Początkowo turniej rozgrywano pod nazwą Mistrzostw Australazji (The Australasian Championships), w 1927 został przemianowany na Mistrzostwa Australii (The Australian Championships), a od 1969 odbywa się pod nazwą Australian Open. Od 1905 roku turniej rozgrywano w siedmiu miastach: australijskich Melbourne (53 razy), Sydney (17), Adelaide (14), Brisbane (8), Perth (3) oraz nowozelandzkich Christchurch (w 1906) i Hastings (w 1912). W 1972 podjęto decyzję o rozgrywaniu AO w tym mieście każdego kolejnego roku, co spowodowało przyznanie organizacji Kooyong Lawn Tennis Club mającemu siedzibę w Melbourne, ponieważ właśnie to miasto przyciągało najwięcej sponsorów.
Obiekt w Melbourne Park (dawniej Flinders Park) został zbudowany na edycję w roku 1988, aby zaspokoić wymagania szybko rozwijającego się turnieju co do liczby miejsc dla widzów, które przerosły pojemność obiektu Kooyong. Przenosiny do Melbourne Park okazały się natychmiastowym sukcesem – z 90 procentowym wzrostem liczby widzów w roku 1988 (266 436) w porównaniu do ostatniej edycji w Kooyong (w 1987 r. pojawiło się 140 000 kibiców).

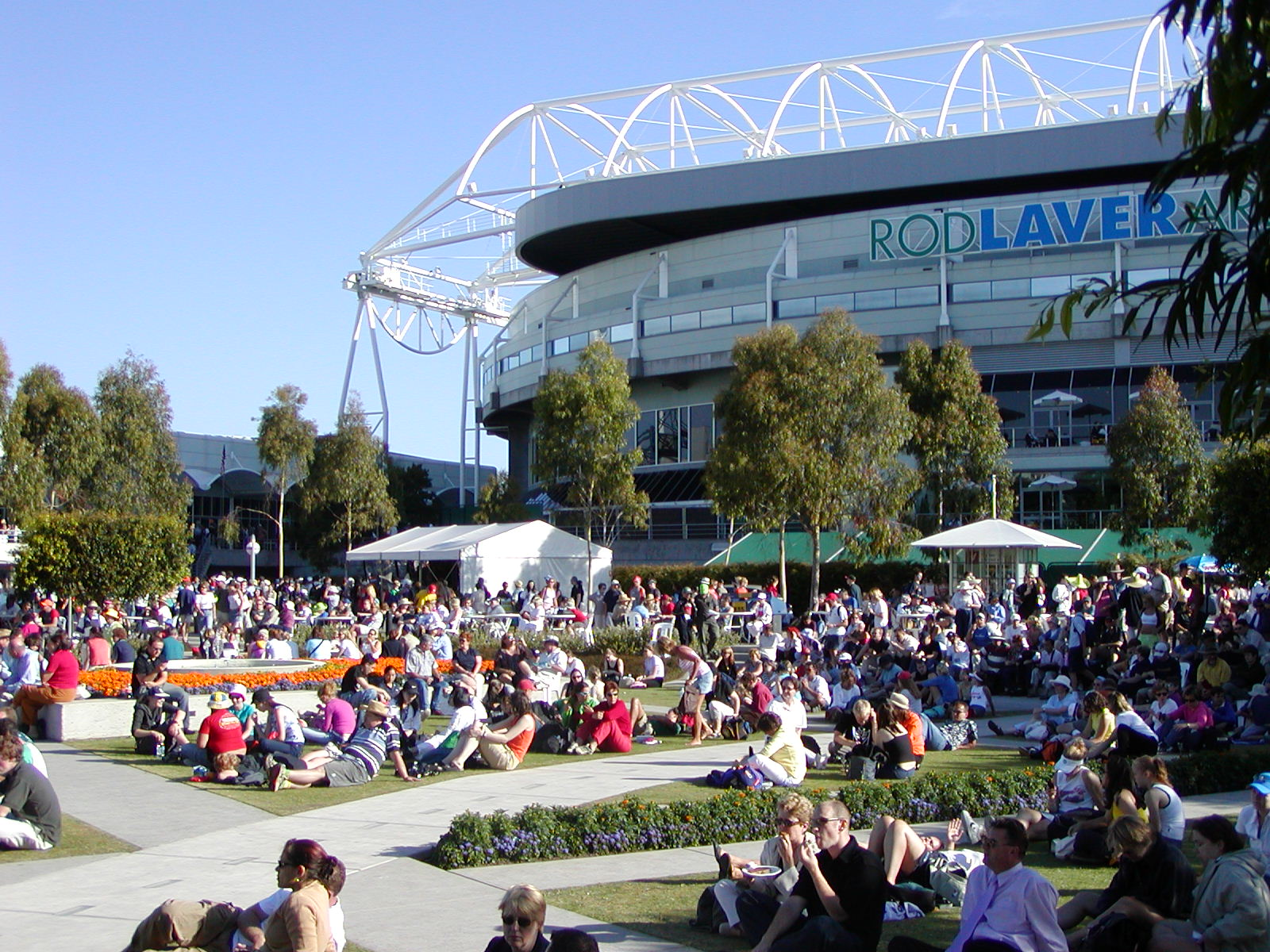
Rod Laver Arena – kort centralny Australian Open

Ze względu na geograficzną odległość Antypodów przez pierwsze lata w turnieju brali udział niemal wyłącznie Australijczycy i Nowozelandczycy. W latach 20. XX w. podróż statkiem z Europy do Australii zajmowała ok. 45 dni. Pierwszymi tenisistami, którzy przylecieli samolotem do Australii byli reprezentanci USA w Pucharze Davisa w listopadzie 1946. Nawet rodzimi tenisiści mieli problemy z dotarciem na miejsce rozgrywek, np. gdy turniej odbywał się w Perth, nie startował w nim nikt ze stanów Nowa Południowa Walia i Wiktoria, ponieważ zawodnicy nie byli w stanie przebyć odległości 3 tysięcy kilometrów dzielącej wschodnie i zachodnie wybrzeża Australii. W rozegranej w 1906 w Christchurch drugiej edycji turnieju wzięło udział zaledwie 10 tenisistów, w tym tylko dwóch Australijczyków.
Pierwsze turnieje mistrzostw Australazji cierpiały na rywalizacji z innymi turniejami rozgrywanymi na Antypodach, ponieważ zarówno australijska, jak i nowozelandzka federacja tenisowa już przed 1905 organizowały własne mistrzostwa, z których najbardziej znane były odbywające się od 1880 Mistrzostwa Stanu Wiktorii (Championship of the Colony of Victoria), w następnych latach przemianowane na Mistrzostwa Wiktorii (Championship of Victoria). W tamtych czasach dwaj najlepsi tenisiści, Australijczyk Norman Brookes (którego nazwisko nosi obecne trofeum dla najlepszego singlisty), oraz Nowozelandczyk Anthony Wilding prawie nie brali udziału w AO. Brookes wystartował i wygrał tylko raz (w 1911), natomiast Wilding zwyciężył w obu swoich startach (w 1906 i 1909). Nawet gdy mistrzostwa rozgrywano w nowozelandzkim Hastings, Wilding zdecydował się nie startować w ojczyźnie. Takie sytuacje były typowe dla wielu tenisistów tamtej epoki. W tenisowych Mistrzostwach Australazji/Australii nigdy nie wzięli udziału m.in.: bracia Doherty, bracia Renshaw, William Larned, Maurice McLoughlin, Beals Wright, Bill Johnston, Bill Tilden, René Lacoste, Henri Cochet, Bobby Riggs, Jack Kramer, Ted Schroeder, Pancho Gonzales, Budge Patty, Manuel Santana czy Jan Kodes, podczas gdy Ellsworth Vines, Jaroslav Drobny, Manuel Orantes, Ilie Năstase, Björn Borg wystartowali tylko raz.
Począwszy od 1969, gdy zawody po raz pierwszy rozegrano na Milton Courts w Brisbane, turniej był otwarty dla wszystkich zawodników, włącznie z zawodowcami, którzy nie byli dopuszczani do udziału w turniejach normalnego cyklu. Mimo tego, z wyjątkiem 1969 i 1971, w turnieju nie startowało wielu czołowych zawodników. Spowodowane to było niedogodnym położeniem Australii, niewygodnym terminem (okolice Bożego Narodzenia i Nowego Roku) oraz niską pulą nagród – w 1970 Narodowa Liga Tenisa (National Tennis League, NTL), do której należeli Rod Laver, Ken Rosewall, Andrés Gimeno, Pancho Gonzáles, Roy Emerson oraz Fred Stolle, zabroniła swoim zawodnikom startu w imprezie ze względu na niską pulę nagród, przez co turniej wygrał Arthur Ashe.
W 1983 w turnieju zdecydowali się wziąć udział Ivan Lendl, Mats Wilander i John McEnroe. W finale Wilander pokonał Lendla 6:1, 6:4, 6:4. Od zakończenia AO 1983 ITF naciskało na LTAA aby dokonało zmiany lokalizacji turnieju, ponieważ stadion Kooyong nie nadawał się już do organizacji tak wielkiego wydarzenia. Od 1988 turniej rozgrywano na Flinders Park (przemianowane później na Melbourne Park) na nawierzchni twardej Rebound Ace.
Zanim Melbourne Park stał się stałym miejscem rozgrywania Australian Open, doszło do wielu zmian terminu rozgrywania turnieju, np. edycja z 1919 roku odbyła się w styczniu 1920 (edycję z 1920 rozegrano w marcu tego samego roku). Gdy w 1923 roku turniej organizowało Brisbane, odbywał się on w sierpniu, kiedy w Australii nie było duszno i wilgotno. Po tym jak pierwszy turniej z 1977 zorganizowano na przełomie 1976 i 1977, organizatorzy zdecydowali się przenieść datę rozgrywek o kilka dni wcześniej. W ten sposób drugą edycję z 1977 rozegrano w grudniu (finał odbył się 31 grudnia), jednak te zmiany uzyskały aprobaty zawodników. W latach 1982–1985 turniej rozgrywano w połowie grudnia, wkrótce potem podjęto decyzję o powrocie do terminu styczniowego (z tego względu nie odbyła się edycja z 1986). Od 1987 data rozgrywania Australian Open nie uległa zmianom. Z drugiej strony w ostatnich latach wielu czołowych tenisistów, takich jak Roger Federer czy Rafael Nadal, jasno opowiada się za zmianą daty rozgrywek podkreślając, że turniej rozgrywany jest zbyt wcześnie po Świętach i Nowym Roku i nie pozwala im to na osiągnięcie optymalnej formy, oraz wyraziło nadzieję, że organizatorzy dokonają zmiany terminu na luty.
W 2008 roku na głównych kortach Melbourne Park zainstalowany został system Hawk-Eye (challenge), umożliwiający komputerowe sprawdzenie toru lotu piłki i miejsca trafienia w kort.
Również w 2008 roku zaproponowano kolejną zmianę miejsca rozgrywek. Władze stanu Nowa Południowa Walia jasno wyraziły chęć przejęcia turnieju, po wygaśnięciu licencji Melbourne w 2016 roku. Nowa, proponowana lokalizacja to Glebe Island w Sydney. W odpowiedzi, prezes Rady Stanu Wiktoria, Wayne Kayler-Thomson stwierdził, że turniej powinien pozostać w Melbourne oraz oskarżył władze Nowej Południowej Walii o brak oryginalnych pomysłów dla miasta i podkradanie cudzych. Wkrótce po złożeniu tej propozycji ogłoszono plan przebudowy Melbourne Park, który miał pochłonąć setki milionów dolarów. Przebudowa miała objąć zwiększenie liczby miejsc na największych kortach, montaż dachu nad Margaret Court Arena, rozbudowę pomieszczeń dla zawodników, budowę nowej siedziby dla Tennis Australia, oraz częściowo zakryty „rynek”, na którym planowano zainstalowanie wielkich telewizorów umożliwiających oglądanie rozgrywanych aktualnie pojedynków.

### Widownia w ostatnich latach
- 2023 – 902 312
- 2020 – 812 174[14]
- 2019 – 780 000[15]
- 2018 – 743 667[15]
- 2017 – 728 763[16]
- 2016 – 720 363[17]
- 2015 – 703 899[18]
- 2014 – 643 280[19]
- 2013 – 684 457[20]
- 2012 – 686 006[21]
- 2011 – 651 127[22]
- 2010 – 653 860[23]
- 2009 – 603 160
- 2008 – 605 735
- 2007 – 554 858[24]
- 2006 – 550 550
- 2005 – 543 873[25]
- 2004 – 521 691

## Trofea i pula nagród
Nazwiska zdobywców tytułów zostają na stałe wygrawerowane na pucharach za zwycięstwo w turnieju.
- Zwyciężczyni turnieju singlistek otrzymuje Puchar Daphne Akhurst (Daphne Akhurst Memorial Cup).
- Zwycięzca turnieju singlistów zostaje nagrodzony Pucharem Normana Brookesa (Norman Brookes Challenge Cup).

W 2022 roku premie pieniężne w turniejach mężczyzn i kobiet były takie same i wynosiły:
| Etap        | gra pojedyncza (A$) | gra podwójna (A$) | gra mieszana (A$) |
| Zwycięstwo  | 2 975 000           | 695 000           | 157 750           |
| Finał       | 1 625 000           | 370 000           | 89 450            |
| Półfinał    | 925 000             | 210 000           | 47 500            |
| Ćwierćfinał | 555 250             | 116 500           | 25 250            |
| 1/8 finału  | 338 250             | 67 250            | 12 650            |
| 1/16 finału | 227 925             | 46 500            | 6600              |
| 1/32 finału | 158 850             | 30 975            | –                 |
| 1/64 finału | 106 250             | –                 | –                 |

## Mistrzowie
- Mistrzynie Australian Open w grze pojedynczej
- Mistrzowie Australian Open w grze pojedynczej
- Mistrzynie Australian Open w grze podwójnej
- Mistrzowie Australian Open w grze podwójnej
- Mistrzowie Australian Open w grze mieszanej

### Aktualni mistrzowie
| Konkurencja                        | Aktualni mistrzowie                 |
| gra pojedyncza mężczyzn            | Jannik Sinner                       |
| gra pojedyncza kobiet              | Madison Keys                        |
| gra podwójna mężczyzn              | Harri Heliövaara Henry Patten       |
| gra podwójna kobiet                | Kateřina Siniaková Taylor Townsend  |
| gra mieszana                       | Olivia Gadeck John Peers            |
| gra pojedyncza chłopców            | Henry Bernet                        |
| gra pojedyncza dziewcząt           | Wakana Sonobe                       |
| gra podwójna chłopców              | Maxwell Exsted Jan Kumstát          |
| gra podwójna dziewcząt             | Annika Penickova Kristina Penickova |
| gra pojedyncza mężczyzn na wózkach | Alfie Hewett                        |
| gra pojedyncza kobiet na wózkach   | Yui Kamiji                          |
| gra podwójna kobiet na wózkach     | Li Xiaohui Wang Ziying              |
| gra podwójna mężczyzn na wózkach   | Alfie Hewett Gordon Reid            |

## Rekordy
W przeciwieństwie do pozostałych turniejów Wielkiego Szlema pierwszą edycję Australian Open w formie open rozegrano w 1969, a nie 1968 roku.
| Mężczyźni (od 1905)                                                    |                                                                                  |                                                                              |                                                   |                                                                           |                             |                             |
| Najwięcej tytułów w grze pojedynczej                                   | W historii:                                                                      | Novak Đoković                                                                | 10                                                | 2008, 2011–2013, 2015–2016, 2019–2021, 2023                               |                             |                             |
| Najwięcej tytułów w grze pojedynczej                                   | Przed 1969:                                                                      | Roy Emerson                                                                  | 6                                                 | 1961, 1963–1967                                                           |                             |                             |
| Najwięcej tytułów w grze pojedynczej                                   | Po 1968:                                                                         | Novak Đoković                                                                | 10                                                | 2008, 2011–2013, 2015–2016, 2019–2021, 2023                               |                             |                             |
| Najwięcej tytułów z rzędu w grze pojedynczej                           | W historii:                                                                      | Roy Emerson                                                                  | 5                                                 | 1963–1967                                                                 |                             |                             |
| Najwięcej tytułów z rzędu w grze pojedynczej                           | Przed 1969:                                                                      | Roy Emerson                                                                  | 5                                                 | 1963–1967                                                                 |                             |                             |
| Najwięcej tytułów z rzędu w grze pojedynczej                           | Po 1968:                                                                         | Novak Đoković                                                                | 3                                                 | 2011–2013, 2019–2021                                                      |                             |                             |
| Najwięcej tytułów w grze podwójnej                                     | W historii:                                                                      | Adrian Quist                                                                 | 10                                                | 1936–1940, 1946–1950                                                      |                             |                             |
| Najwięcej tytułów w grze podwójnej                                     | Przed 1969:                                                                      | Adrian Quist                                                                 | 10                                                | 1936–1940, 1946–1950                                                      |                             |                             |
| Najwięcej tytułów w grze podwójnej                                     | Po 1968:                                                                         | Bob Bryan Mike Bryan                                                         | 6                                                 | 2006–2007, 2009–2011, 2013                                                |                             |                             |
| Najwięcej tytułów z rzędu w grze podwójnej                             | W historii:                                                                      | Adrian Quist                                                                 | 10                                                | 1936–1950                                                                 |                             |                             |
| Najwięcej tytułów z rzędu w grze podwójnej                             | Przed 1969:                                                                      | Adrian Quist                                                                 | 10                                                | 1936–1950                                                                 |                             |                             |
| Najwięcej tytułów z rzędu w grze podwójnej                             | Po 1968:                                                                         | Bob Bryan Mike Bryan                                                         | 3                                                 | 2009–2011                                                                 |                             |                             |
| Najwięcej tytułów w grze mieszanej                                     | W historii:                                                                      | Harry Hopman Colin Long                                                      | 4                                                 | 1930, 1936–1937, 1939 1940, 1946–1948                                     |                             |                             |
| Najwięcej tytułów w grze mieszanej                                     | Przed 1969:                                                                      | Harry Hopman Colin Long                                                      | 4                                                 | 1930, 1936–1937, 1939 1940, 1946–1948                                     |                             |                             |
| Najwięcej tytułów w grze mieszanej                                     | Po 1968:                                                                         | Jim Pugh                                                                     | 3                                                 | 1988–1990                                                                 |                             |                             |
| Najwięcej tytułów łącznie (gra pojedyncza, gra podwójna, gra mieszana) | W historii:                                                                      | Adrian Quist                                                                 | 13                                                | 1936–1950 (3 singlowe, 10 deblowych)                                      |                             |                             |
| Najwięcej tytułów łącznie (gra pojedyncza, gra podwójna, gra mieszana) | Przed 1969:                                                                      | Adrian Quist                                                                 | 13                                                | 1936–1950 (3 singlowe, 10 deblowych)                                      |                             |                             |
| Najwięcej tytułów łącznie (gra pojedyncza, gra podwójna, gra mieszana) | Po 1968:                                                                         | Novak Đoković                                                                | 9                                                 | 2008–2023 (10 singlowych)                                                 |                             |                             |
| Kobiety od 1922                                                        |                                                                                  |                                                                              |                                                   |                                                                           |                             |                             |
| Najwięcej tytułów w grze pojedynczej                                   | W historii:                                                                      | Margaret Court                                                               | 11                                                | 1960–1966, 1969–1971, 1973                                                |                             |                             |
| Najwięcej tytułów w grze pojedynczej                                   | Przed 1969:                                                                      | Margaret Court                                                               | 7                                                 | 1960–1966                                                                 |                             |                             |
| Najwięcej tytułów w grze pojedynczej                                   | Po 1968:                                                                         | Serena Williams                                                              | 7                                                 | 2003, 2005, 2007, 2009, 2010, 2015, 2017                                  |                             |                             |
| Najwięcej tytułów z rzędu w grze pojedynczej                           | Po 1968:                                                                         |                                                                              |                                                   |                                                                           |                             |                             |
| W historii:                                                            | Margaret Court                                                                   | 7                                                                            | 1960–1966                                         |                                                                           |                             |                             |
| Przed 1969:                                                            | Margaret Court                                                                   | 7                                                                            | 1960–1966                                         |                                                                           |                             |                             |
| Po 1968:                                                               | Margaret Court Evonne Goolagong Cawley Steffi Graf / Monica Seles Martina Hingis | 3                                                                            | 1969–1971 1974–1976 1988–1990 1991–1993 1997–1999 |                                                                           |                             |                             |
| Najwięcej tytułów w grze podwójnej                                     |                                                                                  |                                                                              |                                                   |                                                                           |                             |                             |
| W historii:                                                            | Thelma Coyne Long                                                                | 12                                                                           | 1936–1940, 1947–1949, 1951–1952, 1956, 1958       |                                                                           |                             |                             |
| Przed 1969:                                                            | Thelma Coyne Long                                                                | 12                                                                           | 1936–1940, 1947–1949, 1951–1952, 1956, 1958       |                                                                           |                             |                             |
| Po 1968:                                                               | / Martina Navrátilová                                                            | 8                                                                            | 1980, 1982–1989                                   |                                                                           |                             |                             |
| Najwięcej tytułów z rzędu w grze podwójnej                             |                                                                                  |                                                                              |                                                   |                                                                           |                             |                             |
| W historii:                                                            | / Martina Navrátilová Pam Shriver                                                | 7                                                                            | 1982–1989                                         |                                                                           |                             |                             |
| Przed 1969:                                                            | Thelma Coyne Long Nancye Wynne Bolton                                            | 5                                                                            | 1936–1940                                         |                                                                           |                             |                             |
| Po 1968:                                                               | / Martina Navrátilová Pam Shriver                                                | 7                                                                            | 1982–1989                                         |                                                                           |                             |                             |
| Najwięcej tytułów w grze mieszanej                                     | W historii:                                                                      | Daphne Akhurst Cozens Nell Hall Hopman Nancye Wynne Bolton Thelma Coyne Long | 4                                                 | 1924–1925, 1928–1929 1930, 1936–1937, 1939 1940–1948 1951–1952, 1954–1955 |                             |                             |
| Najwięcej tytułów w grze mieszanej                                     | Przed 1969:                                                                      | Daphne Akhurst Cozens Nell Hall Hopman Nancye Wynne Bolton Thelma Coyne Long | 4                                                 | 1924–1925, 1928–1929 1930, 1936–1937, 1939 1940–1948 1951–1952, 1954–1955 |                             |                             |
| Najwięcej tytułów w grze mieszanej                                     | Po 1968:                                                                         | Barbora Krejčíková                                                           | 3                                                 | 2019–2021                                                                 |                             |                             |
| Najwięcej tytułów łącznie (gra pojedyncza, gra podwójna, gra mieszana) | W historii:                                                                      | Margaret Court                                                               | 21                                                | 1960–1973 (11 singlowych, 8 deblowych, 2 mikstowe)                        |                             |                             |
| Najwięcej tytułów łącznie (gra pojedyncza, gra podwójna, gra mieszana) | Przed 1969:                                                                      | Nancye Wynne Bolton                                                          | 20                                                | 1936–1952 (6 singlowych, 10 deblowych, 4 mikstowe)                        |                             |                             |
| Najwięcej tytułów łącznie (gra pojedyncza, gra podwójna, gra mieszana) | Po 1968:                                                                         | / Martina Navrátilová                                                        | 12                                                | 1980–2003 (3 singlowe, 8 deblowych, 1 mikstowy)                           |                             |                             |
| Obie płcie                                                             |                                                                                  |                                                                              |                                                   |                                                                           |                             |                             |
| Najmłodsi zwycięzcy                                                    | Singel mężczyzn:                                                                 | Ken Rosewall                                                                 | 18 lat i 2 miesiące (1953)                        | 18 lat i 2 miesiące (1953)                                                | 18 lat i 2 miesiące (1953)  | 18 lat i 2 miesiące (1953)  |
| Najmłodsi zwycięzcy                                                    | Debel mężczyzn:                                                                  | Lew Hoad                                                                     | 18 lat i 2 miesiące (1953)                        | 18 lat i 2 miesiące (1953)                                                | 18 lat i 2 miesiące (1953)  | 18 lat i 2 miesiące (1953)  |
| Najmłodsi zwycięzcy                                                    | Singel kobiet:                                                                   | Martina Hingis                                                               | 16 lat i 3 miesiące (1997)                        | 16 lat i 3 miesiące (1997)                                                | 16 lat i 3 miesiące (1997)  | 16 lat i 3 miesiące (1997)  |
| Najmłodsi zwycięzcy                                                    | Debel kobiet:                                                                    | Mirjana Lučić                                                                | 15 lat i 10 miesięcy (1998)                       | 15 lat i 10 miesięcy (1998)                                               | 15 lat i 10 miesięcy (1998) | 15 lat i 10 miesięcy (1998) |
| Najmłodsi zwycięzcy                                                    | Mikst:                                                                           | Venus Williams                                                               | 17 lat i 7 miesięcy (1998)                        | 17 lat i 7 miesięcy (1998)                                                | 17 lat i 7 miesięcy (1998)  | 17 lat i 7 miesięcy (1998)  |
| Najstarsi zwycięzcy                                                    | Singel mężczyzn:                                                                 | Ken Rosewall                                                                 | 37 lat i 2 miesiące (1972)                        | 37 lat i 2 miesiące (1972)                                                | 37 lat i 2 miesiące (1972)  | 37 lat i 2 miesiące (1972)  |
| Najstarsi zwycięzcy                                                    | Debel mężczyzn:                                                                  | Norman Brookes                                                               | 46 lat i 2 miesiące (1924)                        | 46 lat i 2 miesiące (1924)                                                | 46 lat i 2 miesiące (1924)  | 46 lat i 2 miesiące (1924)  |
| Najstarsi zwycięzcy                                                    | Singel kobiet:                                                                   | Thelma Coyne Long                                                            | 35 lat i 8 miesięcy (1954)                        | 35 lat i 8 miesięcy (1954)                                                | 35 lat i 8 miesięcy (1954)  | 35 lat i 8 miesięcy (1954)  |
| Najstarsi zwycięzcy                                                    | Debel kobiet:                                                                    | Thelma Coyne Long                                                            | 37 lat i 7 miesięcy (1956)                        | 37 lat i 7 miesięcy (1956)                                                | 37 lat i 7 miesięcy (1956)  | 37 lat i 7 miesięcy (1956)  |
| Najstarsi zwycięzcy                                                    | Mikst (mężczyźni):                                                               | Horace Rice                                                                  | 52 lata (1923)                                    | 52 lata (1923)                                                            | 52 lata (1923)              | 52 lata (1923)              |
| Najstarsi zwycięzcy                                                    | Mikst (kobiety):                                                                 | Martina Navrátilová                                                          | 46 lata i 3 miesiące (2003)                       | 46 lata i 3 miesiące (2003)                                               | 46 lata i 3 miesiące (2003) | 46 lata i 3 miesiące (2003) |